# Arnold van der Sluijs

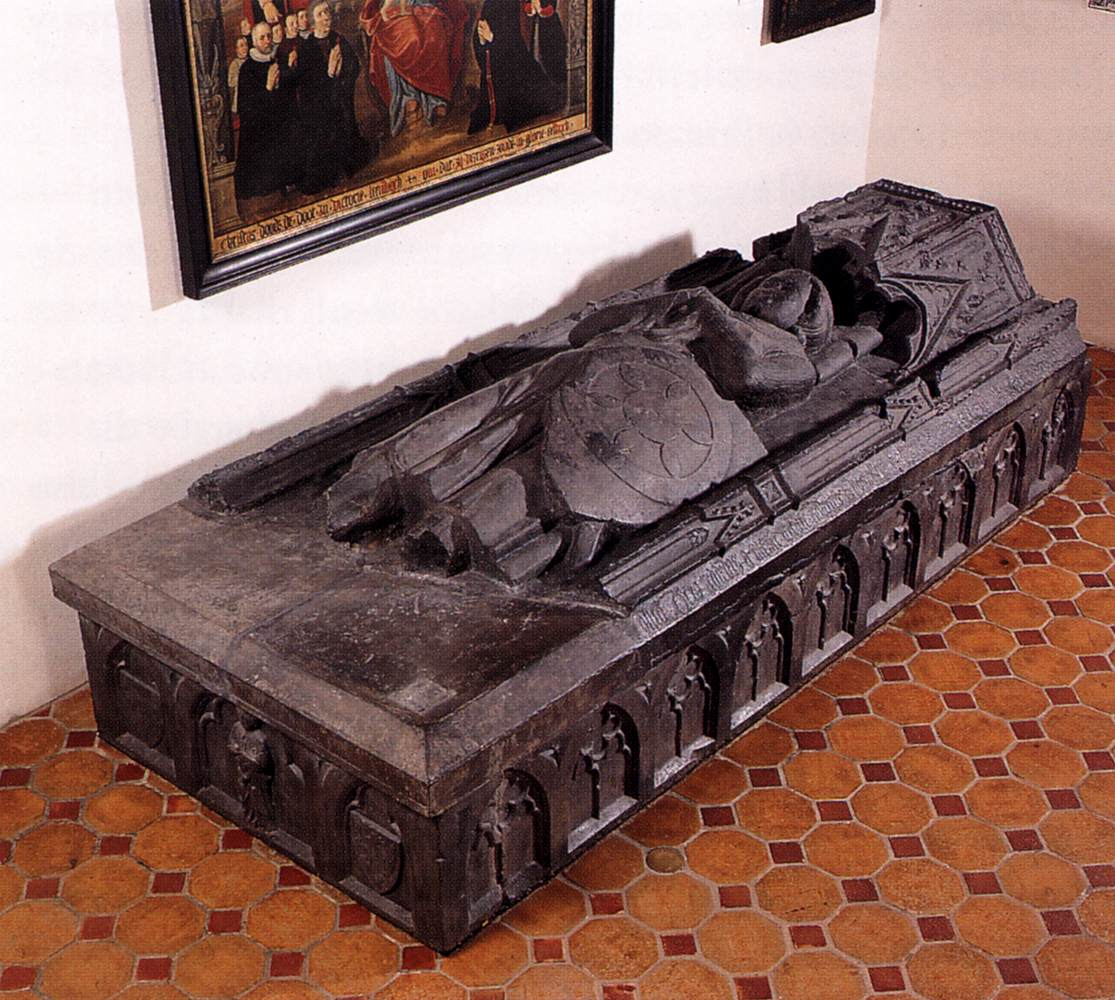
Graftombe Van der Sluijs tot 2006 in Museum Catharijneconvent in Utrecht

Stamwapen van der Sluis

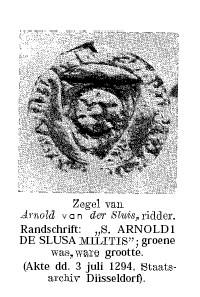
zegel Van der Sluijs 1294

Arnold van der Sluijs ( ? - 28 november 1296) was een Brabants ridder. Hij wordt voor het eerst genoemd in een charter over de Abdij van Berne in 1274. Hij was dan medegetuige, als zijn neef Jan III van Heusden en diens ooms Robert en Dirk oorkonden in een zaak, die de familie aanging. Ridder is Arnold dan nog niet; het wordt tenminste niet vermeld.
De tweede maal treffen wij hem aan in een charter van 1283. Hierin treedt hij in drie kwaliteiten op, als zijn reeds genoemde neef Jan III oorkondt. Ten eerste als diens leenman, ten tweede als voogd voor zijn tante Mechteld en ten slotte als borg voor zijn neef Jan III en zijn oom Dirk; hij is dan ridder.
De volgende akte, waarin hij voorkomt, is uit 1287. Hierin is hij zelf oorkonder en verklaart vijf gemeten land in Oostkapelle (Zeeland) verkocht te hebben aan broeder Heynen van Rensburgh (Rijnsburg) ten behoeve van de Abdij van Rijnsburg.
In het voorjaar van 1288 treedt Arnold van der Sluijs als een der borgen op voor Herman VI van Woerden in verband met diens twist met de elect van Utrecht, Jan van Nassau, en graaf Floris V van Holland.
Het jaar 1288 is in de geschiedenis bekend door de Slag bij Woeringen. In juni van dat jaar stond de top van de Brabantse en Gelderse edelen tegenover elkaar. De Heusdens streden aan Brabantse zijde onder het vaandel van Jan I van Cuijk. Behalve Arnold van der Sluijs vochten er zijn neef Jan III van Heusden en diens broer "magister" Arnold [*]. Jan van Heelu, die ooggetuige was van de slag, beschrijft de rol van Arnold van der Sluijs en Dirk van Heusden aldus (er is sprake van het gevangennemen van Jan III van Heusden):
.... dan si vingen. Maer sine baniere
al sint dat hi ghevaen was
bleef gehouden in den tas (bende)
ontploken, met gheninde (dapperheid)
eerlijc ende wale, toten inde;
Want daer waren bi bleven,
vromighe ridderen, sinen neven,
deze hilden met ghewout:
Van der Slues her Arnout,
dire vroemster ridder een
van de conroete (gevolg), dat wale sceen
aen groete daden, die hi dede;
Maer daer was sijn neve mede
heer Diederic van Hoesdinne,
die men te Coelne inne
vueren moeste na den strijt
daer hi sterf in corten tijt;
Want hem corse sijn leven
vromicheit, die hi gedreven
hadde in den strijt, met groeten daden,
Die ziele moet varen te genaden
soe dat si hemelrike vercrighe!
Blijkbaar heeft Arnold van der Sluijs de strijd wel goed doorstaan, want eind maart 1290 treffen wij hem aan als borg voor Jan I van Cuijk en diens oudste zoon Hendrik van Cuijk, beiden ridder.
Vervolgens komt hij begin maart 1291 voor in de reeds genoemde akte betreffende de pauselijke dispensatie wegens huwelijksbeletsel voor zijn tweede vrouw, Agnes van der Leck. Het beletsel bestond uit de aanverwantschap tussen Arnold en Agnes, ontstaan door bloedverwantschap tussen haar en zijn overleden vrouw Aleydis van Roistelle. Arnold kreeg zelf geen zoons, zo wordt algemeen aangenomen. Uit het huwelijk met Agnes van de Lecke worden zijn dochters geboren:
- Jutta van der Sluse. Zij trouwde met Wolter III heer van Keppel en Verwolde. Uit dit huwelijk worden acht dochters geboren, Beatrix, NN, Ermgard, Johanna, Elisabeth, Ludgardis, Arnoldina en Agnes. Dochter Arnoldina / Arnolda van Keppel (1345-1396) trouwde in 1330 met Willem II de Cock van Weerdenburg tot Isendoorn (1305-1371) heer van Weerdenburg, ridder en 1e heer van Isendoorn van 1344 tot 1371.
- Lijsbeth van de Sluse (Heusden, 1285-). Zij trouwde met Rudolf II de Cock van Weerdenburg (1242-1316). Hij was een zoon van Rudolf I de Cock van Weerdenburg (1210-1280) en Agnes van Cuyk (ca. 1224-).
- Agnes, trouwde met Witte van Haemstede

Volgens een Kleefse kroniek is Arnold in 1291 medegetuige bij het stichten van het dominicaner klooster te Wezel. Vervolgens ontmoeten wij hem in 1293 weer als borg. Ditmaal voor graaf Floris V van Holland, die een verdrag met de elect van Utrecht sluit. De laatste maal, dat Arnold in de bronnen als levend wordt vermeld, is op 3 juli 1294 als getuige in een charter van Dirk heer van Meurs.
Hij is begraven in de abdijkerk van de Abdij van Berne. Zijn uit het Latijn vertaalde grafschrift luidt als volgt:

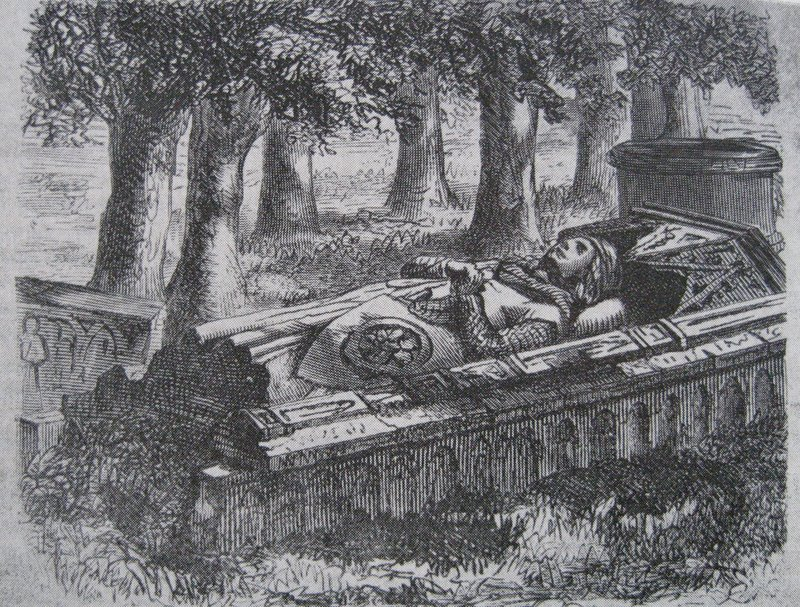
Graftombe Van der Sluijs in het weiland te Berne 1870

Hij die geliefd was bij allen, ligt hier begraven; geboren uit het bekend Heusdens geslacht, genaamd Arnoud van der Sluijs, ridder. Hij wist hier lage daden te verachten en hield valse handelingen verre van zich. Hij was sterk, schoon, behoedzaam en onverschrokken, rechtvaardig, vredelievend, steeds een vriend van rechtschapenheid. Hij beëindigde zijn leven, gesierd door (de) waardigheid van (zijn) levenswandel op de vierde dag voor de kalenden van de maand december (28 november). In het jaar des Heren duizend en negen maal negen en tweemaal honderd en drie met twaalf (1296). Moge hij zich in de hemel verheugen, zoals ieder gelovige dit smeekt. Dit geve de Vader en de Heilige Geest en de Zoon, Amen.
Zijn graftombe, afkomstig uit de Norbertijner abdijkerk te Berne bij Heusden, is in bezit van het Rijksmuseum Amsterdam.

## Familie
Voorouders van Arnold zijn:
- Hendrik van Heusden, heer van Doeveren, met hoge rechtspraak, getrouwd met Elisabeth van Doeveren
  - Arnold van Heusden (ca. 1190 - ca. 1242), getrouwd met Mechtild van Kleef (ca. 1200 - ca. 1254)
    - Jan I van Heusden (ca. 1160 - 1217), heer van Heusden, getrouwd met Aleijdis van Kessel
      - Arnould van Heusden (ca. 1130 - 1184), stichter van het kasteel Heusden, getrouwd met Justine van Salm
      - Hendrik III van Kessel (ca. 1140 - voor 1189), graaf van Kessel

    - Arnold III van Kleef (ca. 1155 - 1201), graaf van Kleef en deelnemer aan de Derde Kruistocht, getrouwd met Aleidis van Heinsberg (ca. 1175 - 1217)
      - Diederik IV van Kleef, getrouwd met Adelheid van Sulzbach (ca. 1140 - 10 september 1189)
      - Godfried van Heinsberg, heer van Heinsberg; broer en trouwe bondgenoot van aartsbisschop Filips van Keulen; zoon van Gosewijn II van Valkenburg, Sophia van Loon (ca. 1150 - 12 april 1185), dochter van Lodewijk I van Loon